# Sideroxylon canariense
Sideroxylon canariense, conocido en castellano como marmulano, es una especie de árbol perennifolio perteneciente a la familia Sapotaceae. Es originario de Macaronesia.
Anteriormente era considerado como Sideroxylon mirmulano.

## Distribución y hábitat
Es un endemismo del archipiélago macaronésico de Canarias ―España―, estando presente en todas las islas a excepción de Lanzarote y La Graciosa.

## Estado de conservación
S. canariense está catalogada como especie en peligro de extinción en la Lista Roja de la UICN.
Se encuentra protegida al incluirse en el Listado de Especies Silvestres en Régimen de Protección Especial y del Catálogo Español de Especies Amenazadas, en el Anexo IV del Catálogo Canario de Especies Protegidas como de «protección especial» y en el Anexo II de la Orden de 20 de febrero de 1991 sobre protección de especies de la flora vascular silvestre de la Comunidad Autónoma de Canarias. También se encuentran incluidos en el Anexo IV de la Directiva Hábitats y en el Anejo I del Convenio relativo a la Conservación de la Vida Silvestre y del Medio Natural de Europa.

## Nombres comunes
Se conoce en las islas Canarias generalmente como marmulano, aunque también presenta las variantes marmolano, marmolán, marmulán y mirmulano.
El iluestrado tinerfeño José de Viera y Clavijo indicó en su  Diccionario de historia natural de las islas Canarias que marmolán, mirmulano o murmurán era el nombre que le daban en Tenerife, mientras que en Gran Canaria era conocido como coderno.